# خورشیدآباد (یزد)
خورشیدآباد (یزد)، روستایی از توابع بخش زارچ شهرستان یزد در استان یزد ایران است.

## جمعیت
این روستا در دهستان اله‌آباد قرار دارد و براساس سرشماری مرکز آمار ایران در سال ۱۳۸۵، جمعیت آن ۹ نفر (۴خانوار) بوده‌است.